# Felipe Ariosto

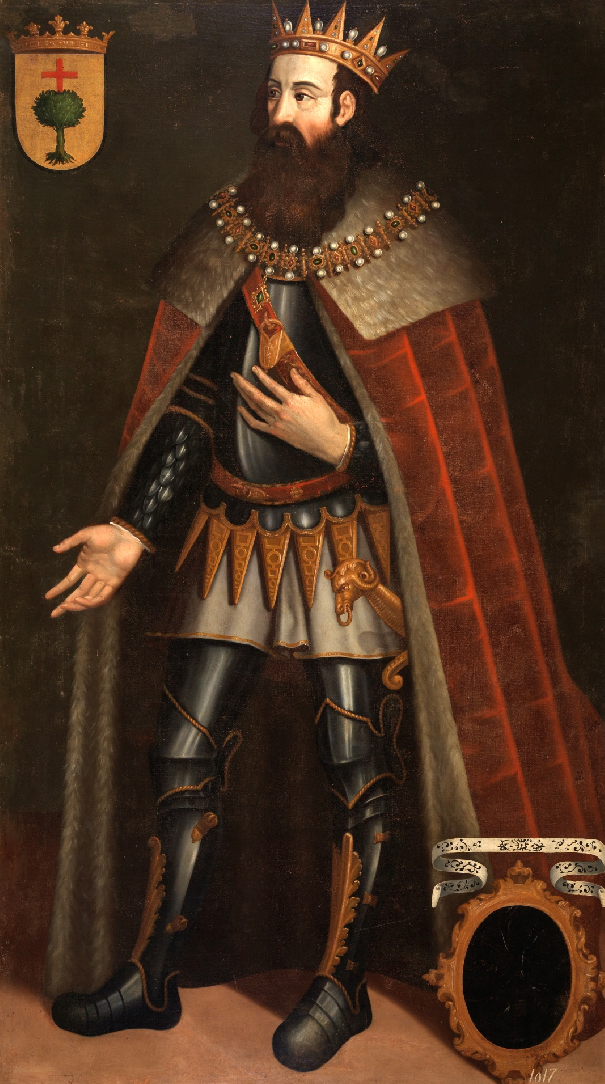
Retrato de Fortunio Garcés I, rey de Sobrarbe, copia de Felipe Ariosto. Óleo sobre lienzo, 244 x 127 cm, Museo del Prado, en depósito en el palacio arzobispal de Toledo.

Felipe Ariosto, pintor boloñés, es conocido exclusivamente por los trabajos que realizó de 1586 a 1588 para las diputaciones generales de Aragón y Cataluña.
La Diputación de Aragón le encargó el 4 de agosto de 1586 una serie de retratos de los reyes de Sobrarbe, condes antiguos y reyes de Aragón, completa y colocada en la Sala Real del palacio de la Diputación de Zaragoza en 1587. Esta serie se perdió con el incendio del palacio en el primer sitio de Zaragoza de 1808 y solo es conocida por las copias encargadas a Francisco Camilo, Vicente Tió y los hermanos Urzanqui en 1634 con destino al palacio del Buen Retiro.
Inmediatamente después de concluida la serie aragonesa, fue la Diputación General de Cataluña la que le encargó el 1 de julio de 1587 la pintura de una serie de condes de Barcelona «del primer fins al que de present és» para la Sala Nova o Saló Daurat del palacio de la Generalitat.
La serie aragonesa constaba de cuarenta retratos, comenzando con los míticos reyes de Sobrarbe y acabando con el rey reinante, Felipe II, y llevaban el escudo condal o real en el ángulo superior derecho, la empresa y mote personales en el inferior derecho, y unas cartelas explicativas redactadas por el cronista Jerónimo de Blancas, pero los retratos efectivamente pintados por Ariosto fueron treinta y ocho, pues los de Felipe II y su padre el emperador Carlos V se reservaron para el pintor de cámara Alonso Sánchez Coello. De los retratos, además de la copia citada para el Buen Retiro, se hicieron copias para adornar las casas consistoriales de algunos municipios aragoneses y los citan algunos de los cronistas que se ocupan del palacio de la Diputación, pero del autor, ignorado por Jusepe Martínez y todas las fuentes antiguas, nada se dice y resulta difícil explicar el motivo por el que fue elegido para tan importante encargo. La documentación del encargo indica que Ariosto hizo viajes a Sigena, Poblet, Barcelona y Huesca para ver los enterramientos de algunos de los efigiados a fin de disponer de modelos individualizados de cada uno de ellos que se acercasen a la verdadera imagen del personaje. También viajó a Madrid, en mayo de 1587, llevando ocho de los retratos, advertido por el conde de Chinchón, tesorero general del Consejo de Aragón, del deseo de Felipe II de conocer las pinturas conforme se iba trabajando en la serie. Debió de ser en este momento, y quizá a la vista de la discreta calidad de los modelos que se le presentaban, cuando Felipe II decidió que del retrato de su padre y del suyo se hiciese cargo Sánchez Coello.

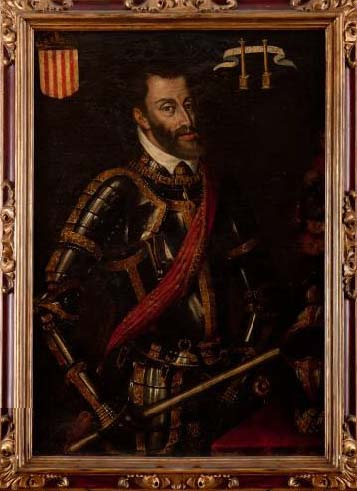
Felipe Ariosto, Retrato del emperador Carlos V como Carlos I de Barcelona, 1587-1588. Barcelona, ¿Palacio de la Generalitat de Catalunya?

Para la diputación catalana, recomendado por la aragonesa, pintó por valor de 1702 libras barcelonesas cuarenta y seis retratos y un San Jorge algo mayor. También en esta ocasión para conocer los enterramientos de los condes y condes-reyes de Barcelona allí enterrados viajó a Ripoll. La serie estaba completa el 2 de julio de 1588 cuando tres pintores ciudadanos de Barcelona se encargaron de la tasación de los cuarenta y seis retratos «dels comtes y comtesses de Barcelona y senyors godos, ço és, los quaranta dels comtes y comtesses fins al Rey nostre senyor don Phelip vuy benauventurament regnant y los sis godos que abans foren Senyors de Cathalunya». En la elección de quiénes habían de quedar incluidos en la serie hubo cierta polémica entre Françesc Calça, a quien primero se encomendó el catálogo, y Frederic Despalau, portavoz del estamento militar, pues el primero, defensor de las tesis pactistas, proponía comenzar la serie con los cuatro reyes moros y el segundo sostenía que «més honra here de la nacio cathalana pendre lo horigen dels reys godos pus havien dominada esta terra y tota la Espanya; y nosaltres nos preshiaven habaxar dells perquè foren molt bons cristians y persones molt vallerosas, y ya agut molts sants dels dits godos», como así se aceptó, agregando un cuadro con las cabezas de los reyes moros más la de Carlos Martel que sería pagado a Ariosto como un solo cuadro, finalmente sustituido por el San Jorge. La serie, la más antigua galería regia que e ha conservado en España y una de las más antiguas de Europa, se guardaba casi completa (solo faltan los retratos de Gala Placidia, Rodrigo y Sigerico), tras varios cambios de emplazamiento, en el Museo Militar de Barcelona.